# Докси (Чеська Липа)
Докси (чеськ. Doksy, нім. Hirschberg або Bad Hirschberg) — місто у Чехії, в окрузі Чеська Липа Ліберецького краю. 
Це один з найвідоміших туристичних центрів у країні, розташований на березі Махового озера на дорозі I/38 між Младою Болеславом та Чеською Липою. До міста приєднані села Břehyně, Kruh, Obora, Старі Сплави, Zbyny, Žďár та ексклав Vojetín. Тут проживає близько 5 200 мешканців.

## Історія

### Створення села
Село було засноване після прибуття німецьких колоністів з наміром чеського короля Пржемисла Оттокара II захищати торгові шляхи (Мельницький та Житавський) та протистояти могутності роду Марквартіце.
Перша письмова згадка — у грамоті короля, написаній у Пісеку в 1264, коли він подарував німцям Хартвіґу та Конраду з Краварж землі біля струмка Докси. З цієї грамоти ведуть літочислення міста. Проте згідно з іншими джерелами, виділена земля стосувалась не Докс, а Старого Бездєза. 
Оригінальна німецька назва села була Hirschberg, але нові чеські поселенці згодом перейменували поселення в Докси. Чеська та німецька назви використовувались паралельно до 1945.
Інша згадка про Докси міститься у грамоті Вацлава II від 1293. Вона вважається першим достовірним письмовим документом з історії міста.

### Подальший розвиток
Імператор Карл IV сприяв розвитку міста. Він надав Доксам привілеї (право чинити суд, влаштовувати щотижневі ярмарки, варити пиво). В 1366 або 1367 з його волі заклали Велике озеро площею 350 га, яке сьогодні називають Маховим озером.
Син Карла IV Сигізмунд Люксембурзький заставив маєток Яну з Міхаловіц, котрий за допомогою Берка з Дуби включив його в антигуситський анклав. У 1426 гусити пограбували маєток Бездєків, включно з Доксами. У 1445 маєток викупив Ян Сміржіцки зі Сміржіц, але після його страти в 1453 Докси було повернуто родині Міхаловіц. У цей період тут переважало чеське населення.

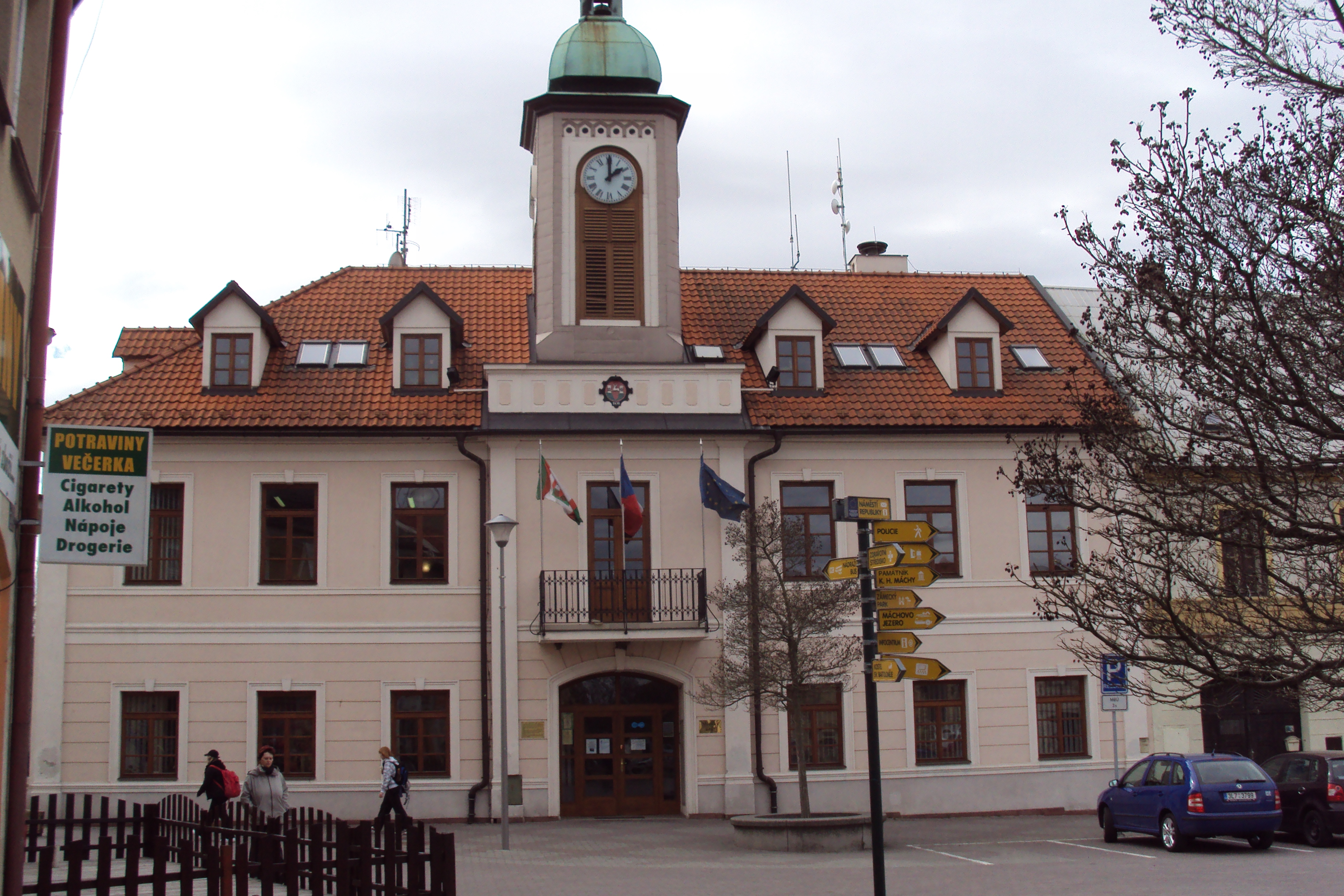
Ратуша на площі Республіки

У XV—XVI століттях на цій території активно розвивалося рибництво. Було побудовано ще п’ять ставків. У 1531  дамбу на ставках прорвала велика повінь. Під час Тридцятилітньої війни регіон був розграбований військами, а згодом заселений німцями.
Після 1553 Докси придбав Ян з Вартенберка і збудував тут садибу, замок та пивоварню. У 1620, через тиждень після Битви на Білій горі, місто було пограбоване армією герцога Максиміліана Баварського. Згодом містом володіла сім’я Батлерів. 
У 1680 місто та прилеглу садибу Батлери продали графу Арношту Йозефу з Вальдштейна. Сім'я Вальдштейнів володіла Доксами до 1945.
Наприкінці XVIII століття місто згоріло, а статус міста було втрачено. 
Після 1800 у Чехії розвивається текстильна промисловість. Також син банкіра з Бржежа та власник  лісопилки Франтішек Вюнше побудував у Доксах картонну фабрику на пагорбі і будинки для робітників у долині, так звану Малу страну. Завдяки цій фабриці кількість постійних мешканців зросла до 2000. Вюнше часто вступав у бурхливі суперечки з графом Вальдштейном, бо платив своїм працівникам краще.  "Картонка" остаточно була закрита в 1839. Вальдштейн викупив землю і 500 жителів виїхали з Докс.
Наприкінці ХІХ століття у місті процвітає туризм. 
У 1867 залізнична лінія з'єднала місто з околицями. Під час так званої Першої республіки Докси називали Північночеською лазнею або Північночеською Рів'єрою. У 1928 на березі Махового озера був створений пляж . 
У період між 1938 і 1945 роками німецькомовні Докси належали до Третього рейху в межах Судетської області. Після Другої світової війни відбувся майже повний обмін населенням та місцевими назвами.

### Адміністративні реформи
У 1848 Докси були маєтком, що належав графу Крістіану з Вальдштейна та Вартенберка. На той час 27 муніципалітетів належали до маєтку Докси і входили до краю Млада-Болеслав.
Після скасування кріпацтва та в результаті революції в Австрійській імперії (1848—1849) відбулися радикальні зміни державного управління. Шляхетські маєтки були ліквідовані, впродовж 1850 створені нові повіти, політичні та судові округи. Після реформи був утворений Чеськолипський край з 10 політичними округами. Докси і Старе Сплави були включені до політичного округу Дуба.
Під час чергової державної реформи у 1855 Докси знову увійшли до складу краю Млада-Болеслав.
Згідно з реформою 1 січня 1949 було створено округ Докси, який належав до Ліберецького краю. У 1960 Докси увійшли до округу Чеська Липа, де знаходяться і сьогодні/

## Пам'ятки архітектури
- Костел Св. Варфоломія та Внебовзяття Діви Марії — побудований на місці давнішого дерев’яного костелу у 1638, перебудований у стилі бароко[22].  Із замкової каплиці в Бездєзі сюди була перенесена копія ікони Діви Марії Монсерратської, однієї з трьох, що існують у Європі.
- Ратуша 1855, побудована на місці попередньої, яка згоріла у 1842. Годинник на вежі поставила майстерня годинникаря Карела Яноти з Подебрадів.
- Барокова скульптура 1685 зі статуєю Діви Марії та чотирьох святих — Іван Хрестителя, Яна Непомуцького, Флоріана та Антонія Падуанського[23].
- Замок Доксів епохи Відродження з другої половини XVI століття знаходиться біля площі в англійському парку.
- Музей чеського письменника Карела Гінека Маха — розташований у найстарішій дерев'яній будівлі міста, так званій Лікарні, що була заснована в 1669 і досі збережена у своєму первісному вигляді. Експозиція присвячена письменнику, риболовлі та ставковому господарству
- Кінотеатр Май — архітектурна пам'ятка за проектом Карела Губачека
- Пам'ятник Карелу Гінеку Масі — відкритий перед початковою школою 29 травня 1960.
- На місцевому кладовищі знаходиться могила видатного чеського скрипаля і диригента Антоніна Бенневіца, національна пам'ятка культури.

## Галерея

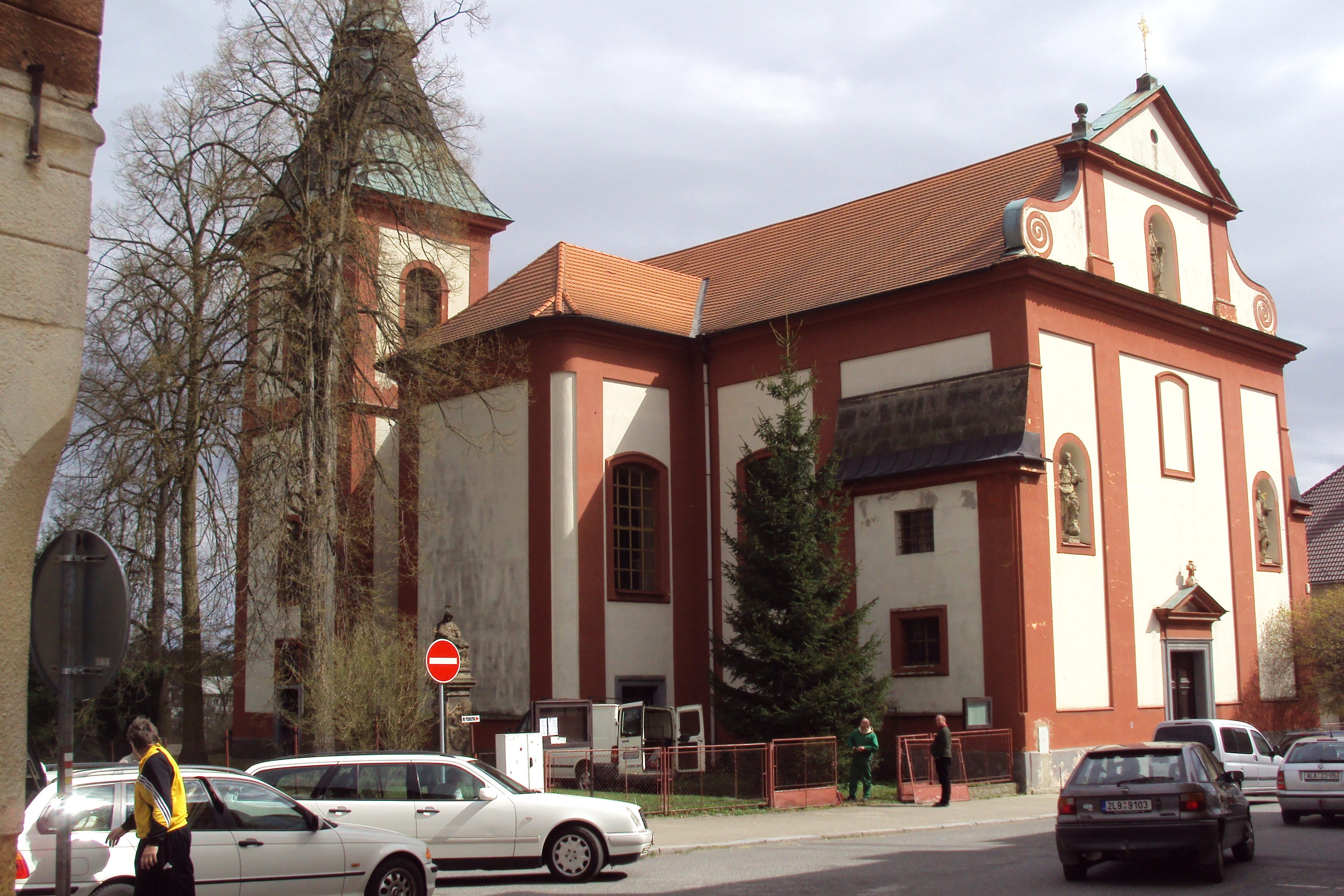
Костел св. Варфоломія
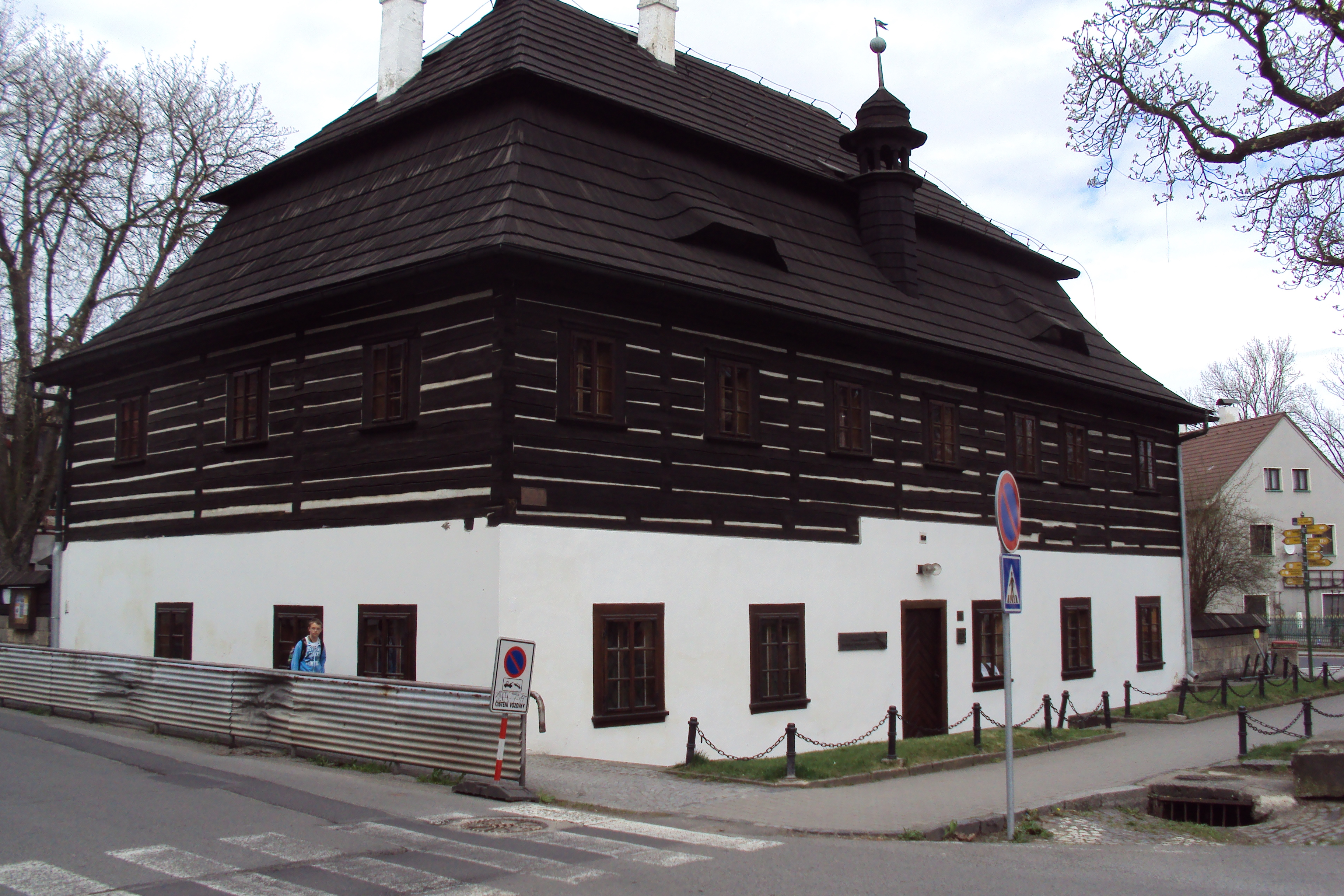
Музей К.Г.Махи
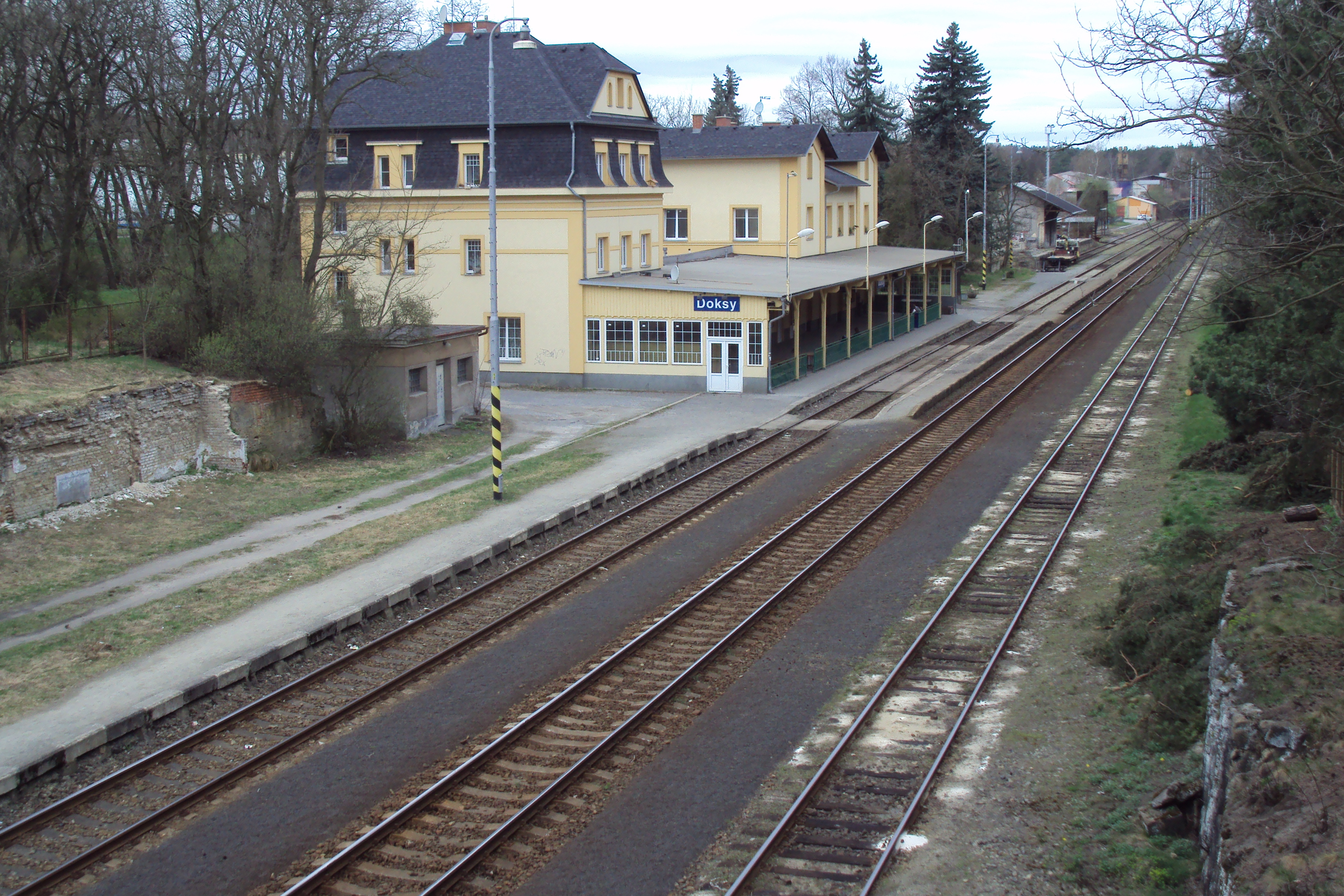
Залізнична станція, переможець конкурсу на найкращий вокзал 2017
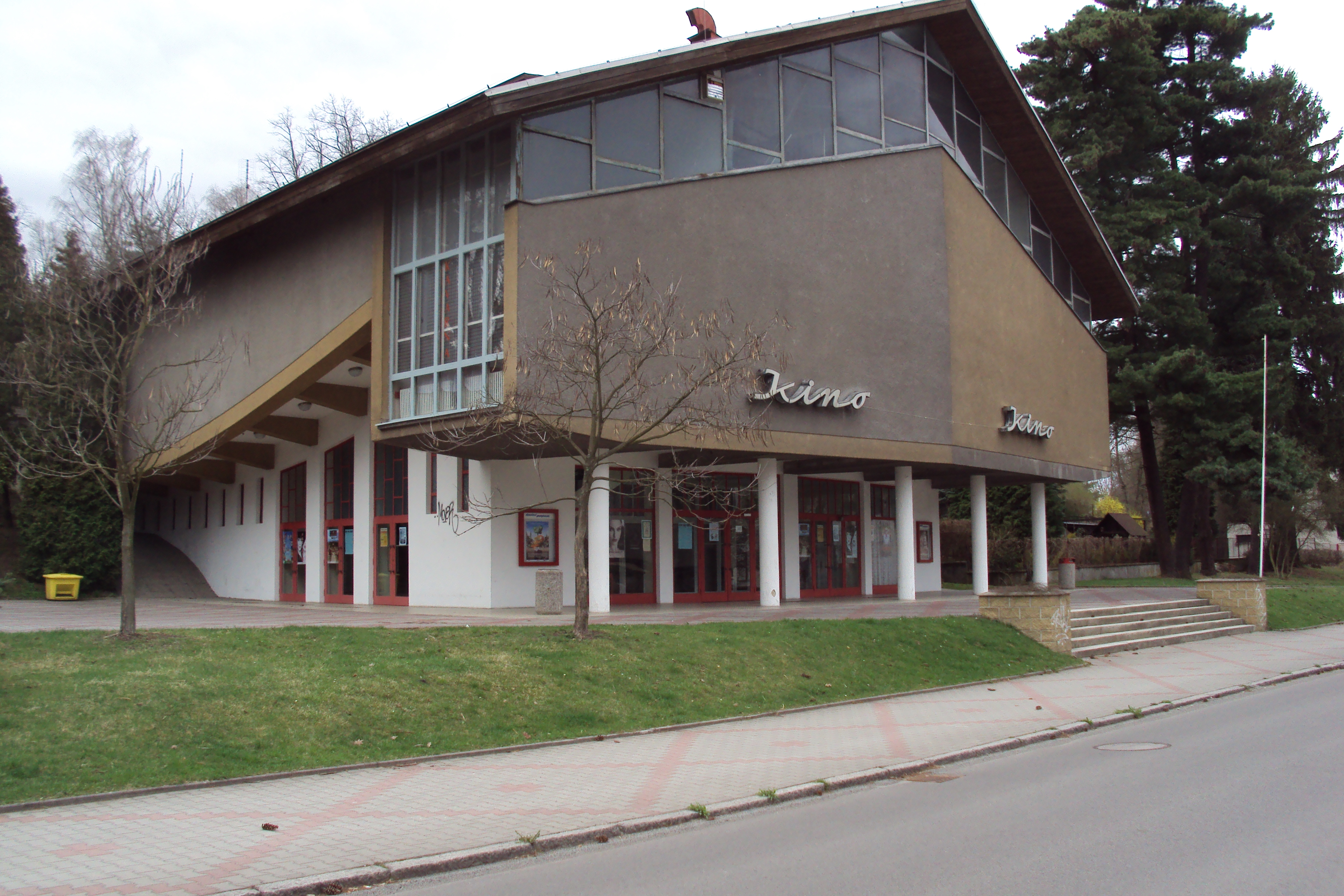
Кінотеатр у Доксах

## Міста-побратими
- Болькув, Польща
- Ойбін, Німеччина

## Охорона природи
У кадастрах міста є кілька заповідних об’єктів:
- Національний природний заповідник Бржегинє — Пекопала
- Національна природна пам'ятка Болото
- Єстребскє слатіни (Jestřebské slatiny), національна пам’ятка природи, розташована у сусідньому селі Єстреби.
- Заповідна ландшафтна зона Кокоржінско (Kokořínsko).